# Deportes Iberia
Deportes Iberia S.A.D.P. ist ein chilenischer Fußballverein aus Los Ángeles. Der Verein wurde 1933 gegründet und trägt seine Heimspiele im Estadio Municipal de Los Ángeles aus, das Platz für 4150 Zuschauer bietet. 

## Geschichte
Deportes Iberia wurde am 15. Juni 1933 in Conchalí im Großraum Santiago de Chile gegründet. Schnell schloss sich der Verein der Asociación de Fútbol de Santiago an, konnte seine erste Spielzeit in der Primera División jedoch erst 1946 verbuchen. Im Vorjahr war man als Meister der zweiten Liga in die höchste Spielklasse aufgestiegen. Als Neuling gelang Deportes Iberia in der Primera División 1946 als Zwölfter knapp der Klassenerhalt. Auch in der zweiten Spielzeit wurde die Mannschaft Zwölfter und hielt sich knapp, diesmal nur aufgrund der besseren Tordifferenz gegenüber Everton de Viña del Mar. In der Primera División 1948 erzielte Iberia seine bis dato beste Erstligaplatzierung mit einem fünften Platz. Nur acht Punkte fehlten hierbei zum neuen Meister Audax Italiano. 1949 vereitelte man den Abstieg hingegen erneut nur knapp, am Ende rangierte das Team wieder auf dem vorletzten Rang, diesmal vor Badminton FC. Im Jahr darauf wurde man sogar Letzter; da es in jener Spielzeit aber keinen Absteiger aus der Primera División gab, verblieb Iberia in der ersten Liga. In der Primera División 1951 ging es wieder etwas aufwärts für das Team aus Conchalí, mit Platz acht landete man im guten Tabellenmittelfeld. 1952 wurde man dann aber wieder Vorletzter. 1953 und 1954 folgten zwei letzte Plätze für Deportes Iberia. Während es in erstgenannter Spielzeit erneut keinen Absteiger gab, musste der Verein schließlich nach Ende der Primera División 1954 nach neun Jahren Erstklassigkeit den Gang zurück in die zweite Liga antreten. Bis heute konnte Deportes Iberia nicht wieder in die Primera División zurückkehren.
Nach dem Abstieg aus der Primera División 1954 spielte Deportes Iberia langjährig zweitklassig. 1966 zog der Verein von Conchalí nach Puente Alto, ebenfalls in der Región Metropolitana de Santiago, um. Dort verblieb man jedoch nur zwei Jahre. 1968 wechselte Iberia erneut den Heimatort und war fortan in Los Ángeles in der Región del Bío-Bío beheimatet. Dort wurde das Estadio Municipal de Los Ángeles das neue Heimstadion von Deportes Iberia. Hier trägt der Verein, der nach den wechselreichen 1960er-Jahren nicht erneut umzog, bis heute seine Heimspiele aus.
Deportes Iberia konnte nach 1954 nicht wieder in die Primera División zurückkehren, sondern verschwand zwischenzeitlich vielmehr in den Niederungen des chilenischen Fußballs. Nach 37 Jahren ununterbrochen in der zweiten Liga folgte 1992 der erstmalige Abstieg in die Tercera División als dritthöchste Spielklasse. Dort spielte man erneut lange Zeit und konnte erst 2014 in die Primera B zurückkehren, nachdem man sich in den Aufstiegsspielen gegen Deportes Melipilla durchgesetzt hatte. In der Transición 2017 stieg Deportes Iberia in die Drittklassigkeit ab. Erst am letzten Spieltag rutsche Iberia auf den Abstiegsplatz, nachdem der Verein nur 1:1-Unentschieden gegen San Marcos de Arica spielte, während Konkurrent Deportes Valdivia mit 2:1 bei Deportes La Serena gewinnen konnte. Nach mehreren Jahren in der Segunda División stieg der Klub aus Los Ángeles 2023 erneut ab, nachdem ihm 10 Punkte wegen fehlender Gehaltszahlungen im März und im Juni durch den Verband abgezogen wurden. Seitdem spielt er in der viertklassigen Tercera División.

## Erfolge
- División de Honor Amateur: 1× (1945)
- Tercera División: 1× (2013/14)
- Copa Apertura Segunda División: 1× (1984)

## Bekannte Spieler
- Cristián Muñoz, Meister mit Universidad de Chile und in Peru sowie Griechenland aktiv
- Diego Ruiz, früherer argentinischer Fußballspieler mit deutschen Wurzeln, unter anderem bei KRC Genk und CFR Cluj aktiv